# Puge állomás
Puge (Bugae) állomás a szöuli metró 1-es vonalának állomása Incshon (Incheon) város Puphjong-ku (Bupyeong-gu) kerületében. 1996-ban nyitották meg.

## Viszonylatok
| 1-es vonal                                 | 1-es vonal                                                                         | 1-es vonal                                 |
| ------------------------------------------ | ---------------------------------------------------------------------------------- | ------------------------------------------ |
| Szongne (Songnae) Szojoszan (Soyosan) felé | Kjongin (Gyeongin) szakasz személyvonat Kjongvon (Gyeongwon) szakasz expresszvonat | Puphjong (Bupyeong) Incshon (Incheon) felé |